# Brett Boxhall
Brett Boxhall – australijski judoka.
Srebrny medalista mistrzostw Oceanii w 2003. Wicemistrz Australii w 2002, 2003 i 2005 roku.